# Số khối
Số khối hay số hạt, (ký hiệu A, từ tiếng Đức Atomgewicht nghĩa là khối lượng nguyên tử), còn được gọi là  số nucleon, là tổng số proton và neutron (gọi chung là nucleon) trong một hạt nhân nguyên tử. Nó gần bằng khối lượng nguyên tử (còn gọi là đồng vị) của nguyên tử được biểu thị bằng đơn vị khối lượng nguyên tử. Vì proton và neutron đều là baryon nên số khối A giống với số baryon B của hạt nhân (và của cả nguyên tử hoặc ion). Số khối là khác nhau đối với mỗi đồng vị khác nhau của một nguyên tố hóa học. Do đó, hiệu giữa số khối và số nguyên tử Z là số nơtron (N) trong một hạt nhân nhất định: N = A − Z, hay A = Z + N
Số khối được viết sau tên nguyên tố hoặc dưới dạng ký tự trên bên trái ký hiệu của nguyên tố. Ví dụ, đồng vị phổ biến nhất của cacbon là cacbon-12, hoặc 12C, có 6 proton và 6 neutron. Ký hiệu đồng vị đầy đủ cũng sẽ có số nguyên tử (Z) dưới dạng chỉ số con ở bên trái của ký hiệu nguyên tố ngay bên dưới số khối:{\displaystyle {}_{6}^{12}\mathrm {C} }.

## Sự thay đổi số khối trong phân rã phóng xạ
Các loại phân rã phóng xạ khác nhau được đặc trưng bởi sự thay đổi của chúng về số khối cũng như số nguyên tử, theo định luật dịch chuyển phóng xạ của Fajans và Soddy. Ví dụ, uranium-238 thường bị phân rã bởi phân rã alpha, trong đó hạt nhân mất đi hai neutron và hai proton dưới dạng một hạt alpha. Như vậy số hiệu nguyên tử và số nơtron mỗi loại giảm đi 2 (Z : 92 → 90, N : 146 → 144), do đó số khối giảm 4 (A = 238 → 234); kết quả là một nguyên tử thori-234 và một hạt alpha ({\displaystyle {}_{2}^{4}\mathrm {He} }):
| 238 92U | → | 234 90Th | + | 4 2He2+ |  |

Mặt khác, carbon-14 bị phân rã với phân rã beta, theo đó một nơtron được biến đổi thành một proton với sự phát xạ của một điện tử và một phản neutrino. Như vậy số hiệu nguyên tử tăng 1 (Z : 6 → 7) và giữ nguyên số khối (A = 14), còn số nơtron giảm 1 (N : 8 → 7). Nguyên tử tạo thành là nitơ-14, với bảy proton và bảy neutron:
| 14 6C | → | 14 7N | + | e⁻ | + | ν e |

Sự phân rã beta có thể xảy ra bởi vì các isobar có sự khác biệt về khối lượng theo thứ tự của một vài khối lượng điện tử. Nếu có thể, một nuclide sẽ trải qua quá trình phân rã beta thành một isobar liền kề có khối lượng thấp hơn. Trong trường hợp không có các chế độ phân rã khác, một dòng phân rã beta kết thúc tại isobar có khối lượng nguyên tử thấp nhất.
Một dạng phân rã phóng xạ khác mà không thay đổi số khối là phát xạ tia gamma từ đồng phân hạt nhân hoặc trạng thái kích thích siêu bền của hạt nhân nguyên tử. Vì tất cả các proton và nơtron không thay đổi trong hạt nhân trong quá trình này, nên số khối cũng không đổi.

## Số khối và khối lượng đồng vị
Số khối cho phép ước tính khối lượng đồng vị đo bằng đơn vị khối lượng nguyên tử (u). Đối với 12C, khối lượng đồng vị chính xác là 12, vì đơn vị khối lượng nguyên tử được xác định là 1/12 khối lượng của 12C. Đối với các đồng vị khác, khối lượng của đồng vị thường nằm trong khoảng 0,1 u so với số khối. Ví dụ, 35Cl (17 proton và 18 nơtron) có số khối là 35 và khối lượng đồng vị là 34,96885. Sự khác biệt của khối lượng đồng vị thực tế trừ đi số khối của một nguyên tử được gọi là khối lượng dư, đối với 35Cl là –0,03115. Không nên nhầm lẫn thừa khối lượng với sai biệt khối lượng, vốn là sự khác biệt giữa khối lượng của nguyên tử và các hạt cấu thành của nó (cụ thể là proton, neutron và electron).
Có hai lý do cho sự dư thừa khối lượng:
1. Neutron nặng hơn một chút so với proton. Điều này làm tăng khối lượng của các hạt nhân có nhiều neutron hơn proton so với thang đơn vị khối lượng nguyên tử dựa trên 12C với số proton và neutron bằng nhau.
2. Năng lượng liên kết hạt nhân khác nhau giữa các hạt nhân. Một hạt nhân có năng lượng liên kết lớn hơn thì có tổng năng lượng thấp hơn, và do đó có khối lượng thấp hơn theo quan hệ tương đương khối lượng-năng lượng của Einstein E = mc2. Đối với 35Cl, khối lượng đồng vị nhỏ hơn 35, vì vậy đây phải là yếu tố chi phối.

## Khối lượng nguyên tử tương đối của một nguyên tố
Không nên nhầm lẫn số khối với khối lượng nguyên tử tiêu chuẩn (còn gọi là khối lượng nguyên tử) của một nguyên tố, là tỷ số giữa khối lượng nguyên tử trung bình của các đồng vị khác nhau của nguyên tố đó (khối lượng theo khối lượng riêng) với đơn vị khối lượng nguyên tử thống nhất. Khối lượng nguyên tử là một khối lượng thực tế (được coi là tương đối, tức là một tỷ lệ), trong khi số khối là một số đếm (và do đó là một số nguyên).
Giá trị trung bình có trọng số này có thể khá khác với các giá trị gần nguyên cho các khối lượng đồng vị riêng lẻ. Ví dụ, có hai đồng vị chính của clo: clo-35 và clo-37. Trong bất kỳ mẫu clo nhất định nào chưa bị phân tách khối lượng sẽ có khoảng 75% nguyên tử clo là clo-35 và chỉ 25% nguyên tử clo là clo-37. Điều này cho phép clo có khối lượng nguyên tử tương đối là 35,5 (thực tế là 35,4527g/mol).
Hơn nữa, khối lượng trung bình có trọng số có thể gần số nguyên, nhưng đồng thời không tương ứng với khối lượng của bất kỳ đồng vị tự nhiên nào. Ví dụ, brom chỉ có hai đồng vị bền, 79Br và 81Br, với hiện diện tự nhiên với các tỷ lệ gần bằng nhau, dẫn đến khối lượng nguyên tử tiêu chuẩn của brom gần bằng 80 (79,904 g/mol), mặc dù đồng vị 80Br với khối lượng như vậy là không bền.